# I See Red EP
I See Red je první EP skupiny Uh Huh Her, které bylo vydáno 24. července 2007 v USA.

## Seznam skladeb
| Pořadí         | Název                          | Délka |
| -------------- | ------------------------------ | ----- |
| 1.             | Say So (Thom Russo Mix)        | 3:44  |
| 2.             | Explode                        | 2:53  |
| 3.             | Run                            | 4:10  |
| 4.             | I See Red                      | 4:16  |
| 5.             | Say So                         | 3:22  |
| 6.             | Mystery Lights (Bonus Version) | 4:24  |
| Celková délka: | Celková délka:                 | 22:08 |

## Bonusová skladba
- "Mystery Lights"